# ۱۰۳۷ (قمری)
۱۰۳۷ (قمری)، هزار و سی و هفتمین سال در گاهشماری هجری قمری است. اول محرم این سال برابر با دوازدهم سپتامبر سال ۱۶۲۷ میلادی است.

## زادگان
- علامه مجلسی، از بزرگترین محدثان و فقیهان شیعه، و جامع کتاب بحار الانوار.